# Windy (álbum)
Windy es el sexto álbum de estudio de la cantante brasileña Astrud Gilberto, publicado en 1968 a través de Verve Records. El álbum fue arreglado por Eumir Deodato, Patrick Williams y Don Sebesky.

## Recepción de la crítica
Jason Ankney de AllMusic le dio 3 estrellas y media de 5 y dijo que el álbum «demuestra uno de los esfuerzos más consistentes y sublimes de Astrud Gilberto, cruzando ingeniosamente la división entre la bossa nova brasileña y el sunshine pop estadounidense...» También dijo que las canciones «poseen un belleza ágil y brillante que complementa a la perfección la voz suave de Gilberto».

## Lista de canciones
| Lado uno |                          |                                  |          |  |
| N.º      | Título                   | Escritor(es)                     | Duración |  |
| 1.       | «Dreamy»                 | Luiz Bonfá                       | 2:02     |  |
| 2.       | «Chup, Chup, I Got Away» | Marcos Valle                     | 2:05     |  |
| 3.       | «Never My Love»          | Don Addrisi                      | 2:50     |  |
| 4.       | «Lonely Afternoon»       | Robert Maxwell, Patrick Williams | 3:22     |  |
| 5.       | «On My Mind»             | Eumir Deodato, Norman Gimbel     | 2:41     |  |
| 6.       | «The Bare Necessities»   | Terry Gilkyson                   | 2:34     |  |

| Lado dos |                              |                              |          |  |
| N.º      | Título                       | Escritor(es)                 | Duración |  |
| 1.       | «Windy»                      | Ruthann Friedman             | 2:47     |  |
| 2.       | «Sing Me a Rainbow»          | Estelle Levitt, Lou Stallman | 2:09     |  |
| 3.       | «In My Life»                 | John Lennon, Paul McCartney  | 2:26     |  |
| 4.       | «Crickets Sing for Anamaria» | Marcos Valle                 | 1:33     |  |
| 5.       | «Where Are They Now?»        | Bradford Craig, Ty Whitney   | 3:12     |  |

## Créditos
Créditos adaptados desde las notas del álbum.
- Astrud Gilberto – voz principal
- Marcelo Gilberto – voz principal (6)
- Patrick Williams – arreglos orquestales (4)
- Eumir Deodato – arreglos orquestales (1, 2, 5, 7)
- Don Sebesky – arreglos orquestales (3, 6, 8, 9, 11)

Personal técnico
- Pete Spargo – productor
- David Greene – remezcla
- Phil Ramone – ingeniero
- Diane Judge – notas del álbum

Diseño
- Acy Lehman – diseñador
- Howard Terpening – ilustrador